# Котляково (городской округ Домодедово)
Котляково — деревня в городском округе Домодедово Московской области.

## География
Находится в южной части Московской области на расстоянии приблизительно 6 км на северо-восток по прямой от железнодорожной станции Домодедово.

## История
Известна с 1629 года как сельцо помещиков Колычевых.

## Население
Постоянное население составляло 28 человек в 2002 году (русские 89 %), 64 в 2010.